# 75

## Події
- Консули Риму: Веспасіан і його син Тит.
- Секст Юлій Фронтін — переміг в Уельсі силурів.

## Народились
- Доміція Пауліна — сестра імператора Адріана
- Светоній — римський історик, письменник

## Померли
- Геро́н Александрі́йський — математик і винахідник античності.
- Лю Чжуан — 2-й імператор династії Пізня Хань у 57—75 роках.
- Марк Юній Сілан Лутацій Катул — державний діяч Римської імперії.